# Anna selbdritt (Lalizolle)

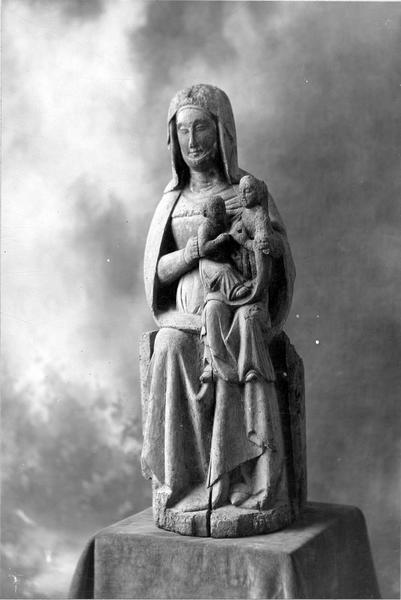
Anna selbdritt in Lalizolle

Die Skulptur Anna selbdritt in der Kirche Ste-Marie in Lalizolle, einer französischen Gemeinde im Département Allier der Region Auvergne-Rhône-Alpes, wurde im 14. Jahrhundert geschaffen. Im Jahr 1937 wurde die gotische Skulptur als Monument historique in die Liste der denkmalgeschützten Objekte (Base Palissy) in Frankreich aufgenommen.
Die 81 cm hohe Skulpturengruppe Anna selbdritt aus Holz stellt die heilige Anna mit ihrer Tochter Maria und dem Jesuskind dar.